# День оранжистов
День оранжистов (англ. Orangemen's Day), известный также как Двенадцатое (англ. The Twelfth) — праздник, отмечаемый североирландскими оранжистами ежегодно 12 июля в память о битве на реке Бойн, произошедшей 1 (11) июля 1690 года.

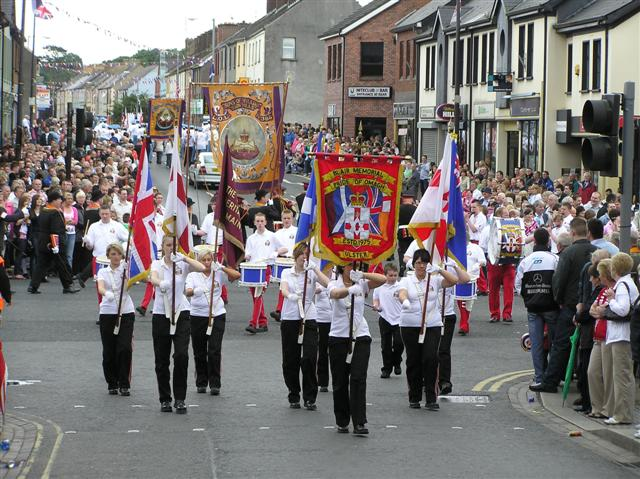
Марш оранжистов в Ома 12 июля 2008 г.

Первоначально день 12 июля (по юлианскому календарю) был посвящён другой битве — битве при Охриме, состоявшейся 12 (22) июля 1691 года. Годовщину битвы на реке Бойн отмечали 1 июля (по юлианскому календарю) менее значительным парадом. С переходом Великобритании и Ирландии на григорианский календарь (1752 год) годовщины обеих битв совместили и стали отмечать 12 июля по новому стилю (=1 июля по старому стилю в XVIII веке). С основанием Ордена оранжистов в 1795 году праздник стали связывать в первую очередь с битвой на реке Бойн.
В память о победе протестантов над католиками в этой битве 12 июля в городах Северной Ирландии проводятся традиционные торжественные мероприятия, главными событиями которых считаются так называемые «оранжевые марши». Фактически они начинаются за неделю до 12 июля. Первый марш оранжистов прошёл в 1807 году. 
Победу в битве на реке Бойн протестанты отмечали и в XVIII веке, но только в XIX веке эти празднования стали регулярными, важными и в высшей степени политизированными. Североирландские протестанты старались постоянно демонстрировать своё превосходство над местными католиками, которых они считали вероломными мятежниками, готовыми начать расправу с протестантами.
К 1830-м годам оранжистские парады стали провокационными демонстрациями превосходства протестантов. Когда истек срок действия Акта о партийных шествиях 1832 года, запрещавшего оранжистские шествия, то в конце 1840-х годов отношения между протестантами и католиками обострились. 12 июля 1849 года  
в графстве Даун в результате вооруженной стычки между протестантами и католиками во время марша оранжистов погибли тридцать человек (в основном, католиков). Множество домов католиков и несколько общественных зданий были сожжены или полностью разрушены. 
Во время оранжистских маршей оркестры, играющие на барабанах и флейтах (иногда называемые группами «крови и грома» или «дай пинка Папе»), придают маршам еще больше драматизма и агрессии, особенно когда бьют в барабаны Ламбега (огромные двусторонние барабаны, использовавшиеся на маршах с 1890-х годов) и играют мелодии песен «Шарф, что носил мой отец», «Покоритесь, стриженные» и «Воды Бойна». Католики воспринимают это как провокацию и часто отвечают, швыряя в процессию чем попало.
Каждый год местным властям приходится решать, разрешать шествия оранжистов или нет, и если разрешать, то каким путем позволить пройти демонстрантам.
Нередко во время маршей оранжистов происходят столкновения протенстантов и католиков друг с другом и с полицией. Например, 12 июля 2005 года в одном Белфасте было ранено 80 полицейских, пытавшихся разнять католиков и протестантов, когда оранжисты вошли в католическую зону Ardoyne Road к северу от города.
В июле 2013 года власти запретили оранжистам пройти по улице Белфаста, большинство населения которой составляют католики. Полиция попыталась воспрепятствовать шествию через район, разделяющий места компактного проживания протестантов и католиков, в результате чего в городе начались беспорядки, в которых пострадали около 150 полицейских.